# Ropalidia luzonensis
Ropalidia luzonensis är en getingart som beskrevs av Kojima 1996. Ropalidia luzonensis ingår i släktet Ropalidia och familjen getingar. Inga underarter finns listade i Catalogue of Life.